# Piper julianii
Piper julianii är en pepparväxtart som beskrevs av Callejas. Piper julianii ingår i släktet Piper och familjen pepparväxter. Inga underarter finns listade i Catalogue of Life.